# Jänner Rallye
Il Jänner Rallye (in italiano Gennaio Rally), noto anche come Internationale Jänner Rallye, è una manifestazione rallistica che si svolge a Freistadt, nel nord dell'Austria. 
L'evento è il turno d'apertura stagionale del Campionato Europeo Rally, del Campionato austriaco Rally e del Campionato ceco Rally. L'evento, che si disputa quasi sempre in inverno, è caratterizzato da un percorso spesso innevato e da un misto di ghiaccio e asfalto.

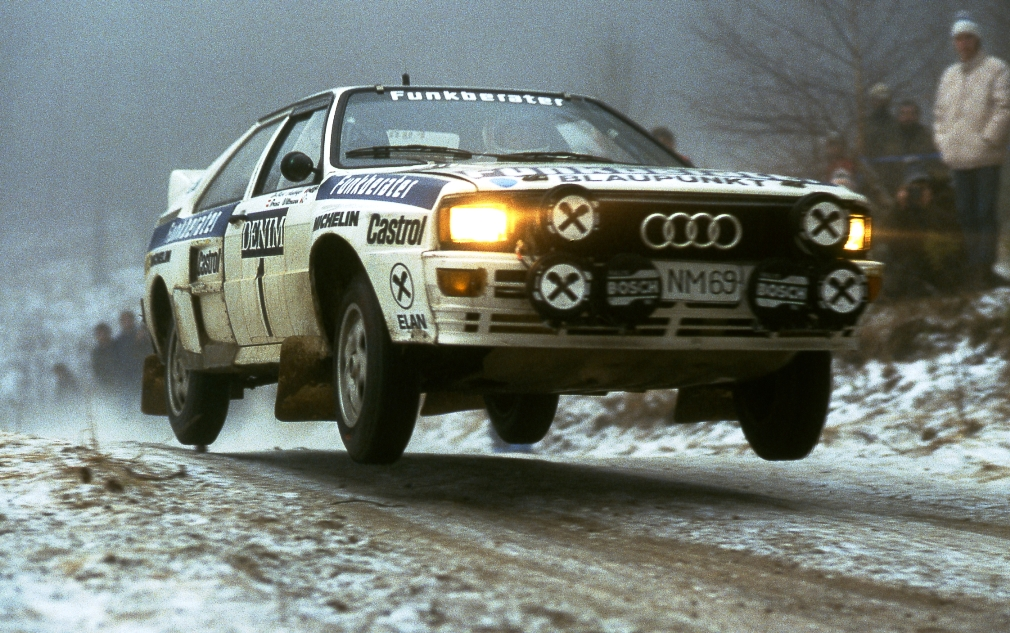
Wittmann nell'edizione 1984

## Storia
Prima gara corsasi nel 1969 come Casino Rallye, divenne presto una caratteristica del campionato austriaco e presto si unì al campionato europeo, anche se solo nella categoria dal coefficiente inferiore. Achim Warmbold divenne il primo vincitore multiplo dell'evento nel 1973, ma Franz Wittmann arrivò a dominare la manifestazione. Ha vinto la gara nove volte in dieci anni dal 1975 al 1984, comprese sei vittorie consecutive in Audi quando è nata l'era delle 4WD.
La manifestazione si è conclusa nel 1986 a causa di preoccupazioni ambientali. La manifestazione è tornata nel 2000 e nel 2003 Wittman ha vinto il rally per la decima volta. Raimund Baumschlager, Václav Pech, Jr. e Jan Kopecký hanno ottenuto più vittorie nella competizione.

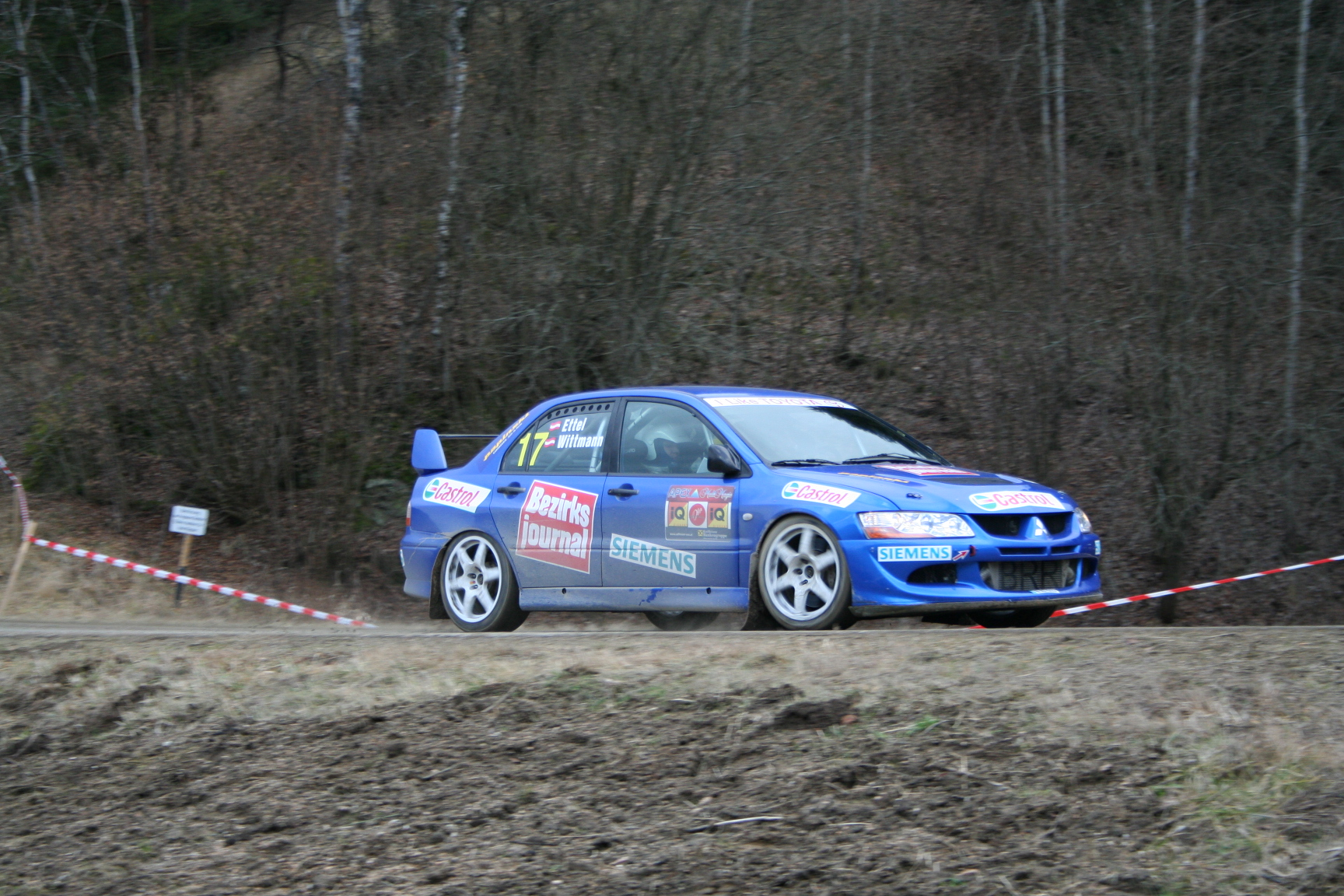

Nel 2012, il rally si è ricongiunto al Campionato Europeo dopo essere uscito con la fine del sistema di co-efficienza nel 2004. Il rally ha sostituito il Rally ELPA in Grecia che era stato cancellato nel 2011.
Nel 2016, il rally non si è svolto.